# Chonocephalus olanchoensis
Chonocephalus olanchoensis är en tvåvingeart som beskrevs av Ronald Henry Lambert Disney 2008. Chonocephalus olanchoensis ingår i släktet Chonocephalus och familjen puckelflugor.
Artens utbredningsområde är Honduras. Inga underarter finns listade i Catalogue of Life.